# Дискография на Луна
Дискографията на българската певица Луна се състои от 9 студийни албума, 1 компилация и 40 видеоклипа. През годините работи с пет музикални компании „Пик мюзик“, „Милена рекърдс“, „M&G“ „Ара Аудио-видео“ и „Пайнер“. От 2008 г. е самопродуциращ изпълнител.

## Албуми

### Студийни албуми
| Заглавие            | Детайли за албума                                                        | Траклист |
| ------------------- | ------------------------------------------------------------------------ | --- |
| Плод от Рая         | - Издаден: 1996 - Издател: Пик мюзик - Формат: MC                        | - Не търси ме - Вятър ни разпръсна - Аз не вярвам - След края - Отивай си - Не те желая - Твойто име - Плод от Рая - Песен от любов |
| Чужденка            | - Издаден: 1997 - Издател: Милена рекърдс - Формат: MC                   | - Чужденка - Ха сега, ха така - Скитница - Страстна жена - Двама с теб - Сбъдната мечта - Люби ме пламенно - Искам те до мен - Париж, Ню Йорк и Рио - Чужденка (мега микс) |
| Рокля, къса, тясна  | - Издаден: 1998 - Издател: Милена рекърдс - Формат: MC, CD               | - Три целувки - Ти добро ми направи - Рокля, къса, тясна - Остави ме - Хайде всички заедно - Искам да вали - Хубави неща - Несбъдната мечта - Мъж-герой - Хей, момченце младо |
| Тук-там, тук-там    | - Издаден: 1998 - Издател: Милена рекърдс - Формат: MC, CD               | - Тук-там, тук-там - Богат-беден - Шапка на тояга - Аз не съм жена само за един мъж - Не съм твоя робиня - Али Баба - Лице от злато - Вратата затвори - Извади парите, чиче - Целувка сладка ми лепни                                                                                |
| Искам го-стискам го | - Издаден: 1999 - Издател: M&G - Формат: MC, CD                          | - Искам го-стискам го - Бягайте крачета - Опел Тигра - Без теб не мога да живея - Секс играчка - Чужденка (ремикс) - Ти си - Искам аз да съм змия - Край на пандиза - Башал, брато                                                                                                   |
| Плажно масло        | - Издаден: 2001 - Издател: Ара Аудио-видео - Формат: MC, CD              | - Плажно масло - Макарони - Дай ми го това момче - Ще останеш сам - Не става - XXI век - Щрак, щрак - Не чух да кажеш никога любима - Определено - Плажно масло (DJ ремикс) |
| Чики-чики           | - Издаден: 2002 - Издател: Милена рекърдс - Формат: MC, CD               | - Чики-чики - Стани богат - Оп, оп - Любов от пръв поглед - Карай го на „ти“ - Коледа е (трио с Лия и Джина Стоева) - Чики-чики (денс-ремикс) - Страстна пътека - Чики-чики (DJ ремикс) - Малка, сладка - Чики-чики (денс-ремикс инструментал) - Любов от пръв поглед (инструментал) |
| Завинаги до теб     | - Издаден: декември 2006 - Издател: Пайнер - Формат: MC, CD              | - Завинаги до теб - Не ме разбра - Пепел - Хайде да те видя - Ще мога ли без теб - Бяла лимузина - Хазарт е любовта - Ще мога ли без теб (акустична версия) - Няма да се отървеш от мен - Назови ме - Ще мога ли без теб (денс-ремикс)                                               |
| Всички на крака     | - Издаден: 10 октомври 2019 - Издател: Luna Music Official - Формат: MP3 | - Всички на крака - Луна Президент - Леко, леко, леко - Простих на думи - Моето царство - Царица - Преродена - Старец разбойник - Опитай пак - Облаче ле, бяло - Приказка за моята майка - Коледа е (дует с Лия)                                                                     |

### Компилации
| Заглавие     | Детайли за албума                                                        | Траклист |
| ------------ | ------------------------------------------------------------------------ | --- |
| Best Ballads | - Издаден: 22 декември 2015 - Издател: Luna Music Official - Формат: MP3 | - Аз не съм жена само за един мъж - Без теб не мога да живея - Любов от пръв поглед - Назови ме - Не чух да кажеш никога любима - Несбъдната мечта - Пепел - Ще мога ли без теб - Ще останеш сам - Скитница - Завинаги до теб |

## Самостоятелни песни
- Лука (1997)
- Севеджеим (дует с Мустафа Чаушев) (2003)
- Forever next to you (2012)
- Ти, моя път (2020)
- Да те пусна ли (2020)